# اچ‌ام‌اس ئی۲۹
اچ‌ام‌اس ئی۲۹ (به انگلیسی: HMS E29) یک زیردریایی بود که طول آن ۱۸۱ فوت (۵۵ متر) بود. این زیردریایی در سال ۱۹۱۵ ساخته شد.